# Powieść gotycka

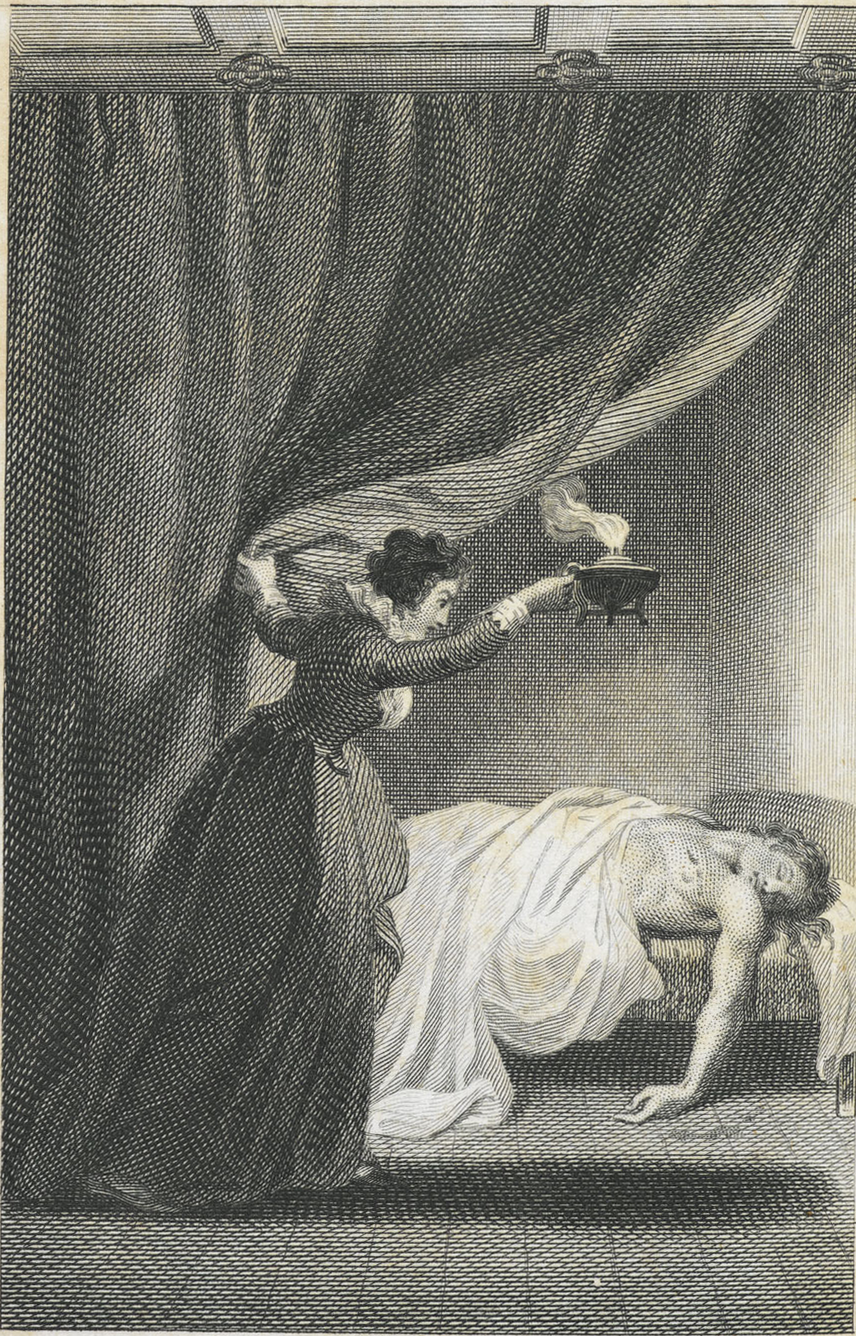
Ilustracja z powieści Tajemnice zamku Udolpho spod pióra Ann Radcliffe (1794)

Powieść gotycka – odmiana powieści uprawiana głównie na przełomie XVIII i XIX wieku, nazywana również romansem grozy. Typowymi jej elementami były: tajemnicza czy wręcz upiorna atmosfera narracji, odczuwane podczas lektury poczucie grozy (stąd również nazwa „powieść grozy”), nawiedzone budowle, średniowieczne gotyckie zamki (stąd nazwa „powieść gotycka”), pułapki, śmierć, choroba, szaleństwo, klątwa itp., zaś bohaterami zazwyczaj była jakaś antynomiczna para, gdzie jeden biegun reprezentowany był przez osobnika o wyraźnie demonicznych cechach (jak na przykład Manfred w utworze Walpole’a Zamczysko w Otranto), zaś drugim biegunem była czysta i niewinna osoba (zazwyczaj jakaś dziewica), jak Antonia w Mnichu. Istotnym elementem powieści gotyckiej był fakt zaistnienia jakiejś ciemnej zbrodni, która odciskała piętno na fabule, a także wymowie ideowej powieści. Powieść gotycka była modyfikacją powieści sentymentalnej XVIII wieku. Wywarła znaczny wpływ na rozwój literatury romantycznej, a także horroru. Stanowiła również istotny element współczesnego prądu kulturalnego zwanego gotycyzmem.
Powieść gotycka była reakcją na racjonalizm epoki oświecenia, a pierwsze książki powstały w Anglii. Za wyznacznik i jednocześnie wzorzec gatunku uważa się Zamczysko w Otranto. Powieść gotycka (tyt. oryg. The Castle of Otranto, 1764, wydanie polskie 1974) autorstwa Horacego Walpole’a. Podtytuł nadany przez Walpole’a stał się nazwą dla całej rodziny tego typu powieści. Jednak pierwszy prawdziwy sukces powieść gotycka odniosła dopiero w realizacji Ann Radcliffe. Do najbardziej znanych utworów tego nurtu należą Mnich Matthew Gregory’ego Lewisa, a także Italczyk wspomnianej już Ann Radcliffe. Powieścią gotycką jest też Frankenstein Mary Shelley, jakkolwiek zawiera on pogłębioną refleksję na temat życia ludzkiego. Elementy powieści gotyckiej są zauważalne w Wichrowych wzgórzach Emily Brontë. W Polsce powieść gotycką zainicjowała w XIX wieku Anna Mostowska, uprawiał ją także Zygmunt Krasiński. Popularność powieści gotyckiej zanikła jednak z początkiem XX wieku.
Literaturoznawcy wyróżniają trzy odmiany powieści gotyckiej:
- powieść historyczną (historical novel), gdzie na pierwszy plan wysuwa się kostium historyczny (np. Zamczysko w Otranto, spośród polskich utworów wliczana tu bywa Wita Tadeusza Micińskiego);
- powieść sentymentalną (sentimental novel), gdzie nadrzędnym czynnikiem jest sentymentalna w charakterze historia miłosna (np. powieści Ann Radcliffe);
- powieść terroru (terror novel), gdzie wyróżnikiem jest frenezja i satanistyczna aura (np. Mnich M.G. Lewisa).